# Beaver (Utah)
Beaver (en español Castor) es una ciudad del condado de Beaver, estado de Utah, Estados Unidos. La población, según el censo de 2010 era de 2.454 habitantes. Es la Sede del condado de Beaver.
Fue fundado por los pioneros mormones en 1856.
Beaver es el lugar de nacimiento de dos personajes conocidos: Philo T. Farnsworth y Butch Cassidy. Philo T. Farnsworth fue el inventor de varios dispositivos críticos que hicieron posible la televisión, incluido el tubo de rayos catódicos. Butch Cassidy fue un conocido ladrón de trenes y bancos del Oeste.
Beaver tiene la distinción de ser la primera ciudad de Utah en ser electrificada. Una planta de generación hidroeléctrica fue construida en el río Beaver River a principios del siglo XX. Hoy en día, la planta continúa proporcionando gran parte de las necesidades de energía de Beaver.

## Geografía
Beaver está localizado en las coordenadas 38°16′35″N 112°38′20″O / 38.27639, -112.63889. Se encuentra a una altitud de 1.797 m.
Según la oficina del censo de EStados Unidos, el área total de la ciudad es de 11,9 km². No tiene superficie cubierta de Agua.
Al este de Beaver están las montañas Tushar (Tushar Mountains). Sus picos superan los 3.600 m.
Beaver es muy conocido en Utah por la carretera Interestatal 15 (la arteria principal del estado), que atraviesa la ciudad.
La población es famosa por una letra "B" gigante, que puede ser vista desde el espacio. Google Earth: 38 15' 52.26" N - 112 34' 57.20 O.

## Demografía
Según el censo de 2000, había 2.454 habitantes, 856 casas y 653 familias residían en la ciudad. La densidad de población era 206,9 habitantes/km². Había 1.021 unidades de alojamiento con una densidad media de 86,1 unidades/km².
La máscara racial de la ciudad era 94,74% blanco, 0,53% indio americano, 0,16% asiático, 3,06% de otras razas y 1,51% de dos o más razas. Los hispanos o latinos de cualquier raza eran el 5,05% de la población.
Había 856 casas, de las cuales el 41,0% tenía niños menores de 18 años, el 65,0% eran matrimonios, el 7,9% tenía un cabeza de familia femenino sin marido, y el 23,6% no son familia. El 21,4% de todas las casas tenían un único residente y el 10,6% tenía solo residentes mayores de 65 años. El promedio de habitantes por hogar era de 2,84 y el tamaño medio de familia era de 3,33.
El 32,9% de los residentes es menor de 18 años, el 9,0% tiene edades entre los 18 y 24 años, el 23,3% entre los 25 y 44, el 19,7% entre los 45 y 64, y el 15,0% tiene 65 años o más. La media de edad es 32 años. Por cada 100 mujeres había 93,5 hombres. Por cada 100 mujeres de 18 años o más, había 92,5 hombres.
El ingreso medio por casa en la ciudad era de 33.646$, y el ingreso medio para una familia era de 37.933$. Los hombres tenían un ingreso medio de 29.485$ contra 17.159$ de las mujeres. Los ingresos per cápita para la ciudad eran de 14.412$. Aproximadamente el 6,7% de las familias y el 8,6% de la población está por debajo del nivel de pobreza, incluyendo el 9,0% de menores de 18 años y el 6,4% de mayores de 65.

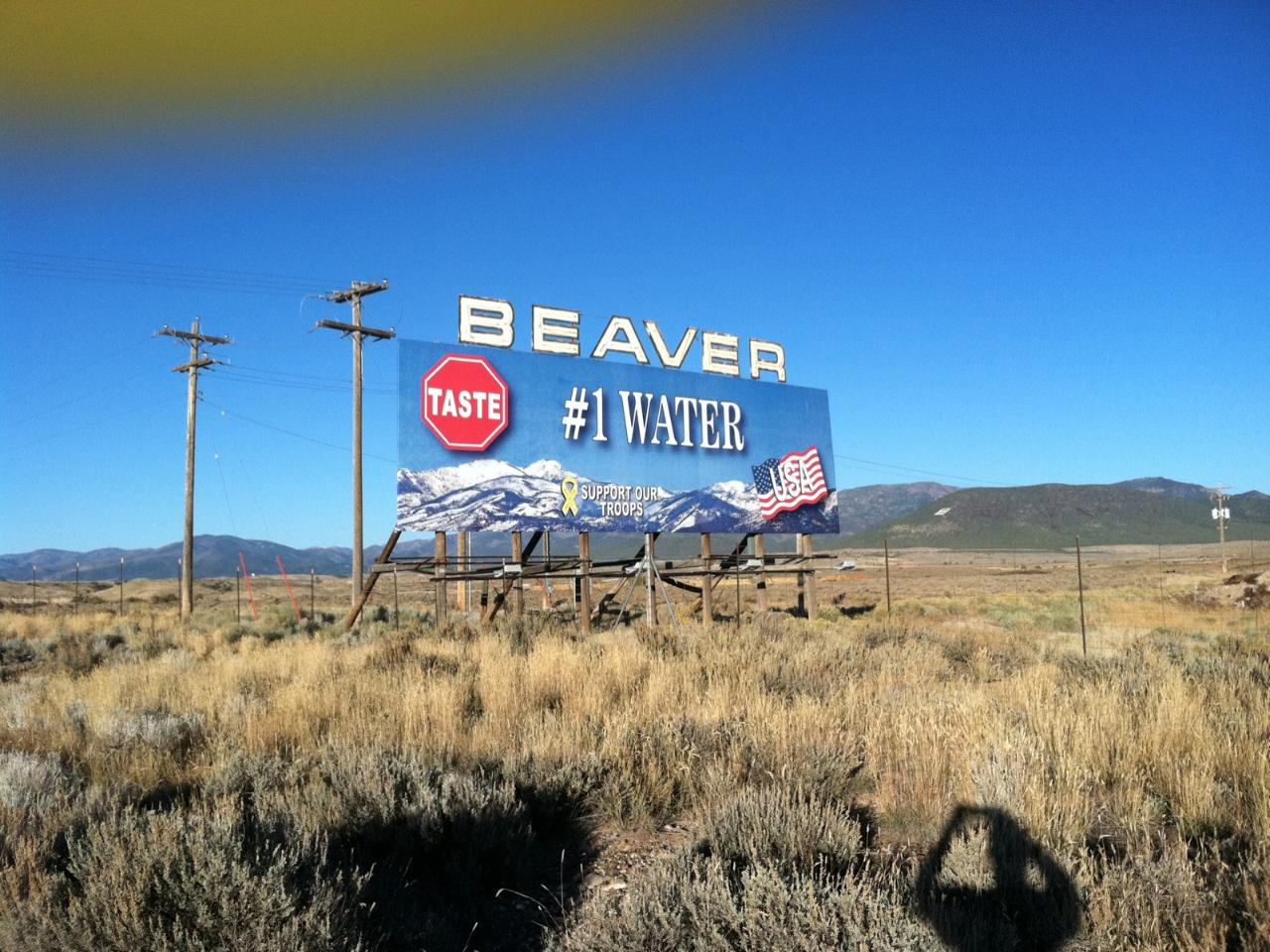
Beaver utah welcome sign